# Naturschutzgebiet Trockenhänge bei Jülchendorf und Schönlager See
Das Naturschutzgebiet Trockenhänge bei Jülchendorf und Schönlager See ist ein Naturschutzgebiet in Mecklenburg-Vorpommern. Es befindet sich zwischen den Ortschaften Schönlage und Jülchendorf im Naturpark Sternberger Seenland. Das Gebiet wurde am 14. August 1983 unter Schutz gestellt mit dem Ziel, ein Gebiet mit Magerrasen, lichten Gehölzinseln und Feuchtgebieten zu erhalten und zu entwickeln. Die Schutzgebietsflächen umfassen die südliche Hälfte des Schönlager Sees, die daran anschließende von Gräben durchzogene Niederung und angrenzende Hanglagen.
Der Gebietszustand wird als gut angesehen. Durch Pflegemaßnahmen wird versucht, die Flächen offen zu halten, da durch Samenanflug die Flächen verbuschen würden. Ein öffentlicher Weg von Schönlage nach Jülchendorf ermöglicht ein Begehen der Flächen. Einsichten sind auch von der östlich vorbeiführenden Landstraße zwischen Weitendorf und Venzkow möglich.